# The Honeytraps (filme)
Boys Will Be Girls é um filme de comédia produzido nos Estados Unidos e lançado em 1937.